# 島津久範
島津 久範（しまづ ひさのり、1894年1月4日 - 1944年7月13日）は、日本の華族（伯爵）。位階は正五位。

## 来歴
明治27年（1894年）1月、幕末の薩摩藩藩主・公爵・島津忠義の七男として生まれる。大正5年（1916年）、伯爵・島津忠麿の養子となり、同15年、家督を相続する。
式部官兼主猟官、内大臣秘書官を務めた。
最初の妻は忠麿の長女・随子、2番目の妻は忠麿の三女・秀子、3番目の妻は高倉永則の娘・久子。
子に島津忠韶、島津久永、孫に島津忠範、島津禎久がいる。